# Werner Devos

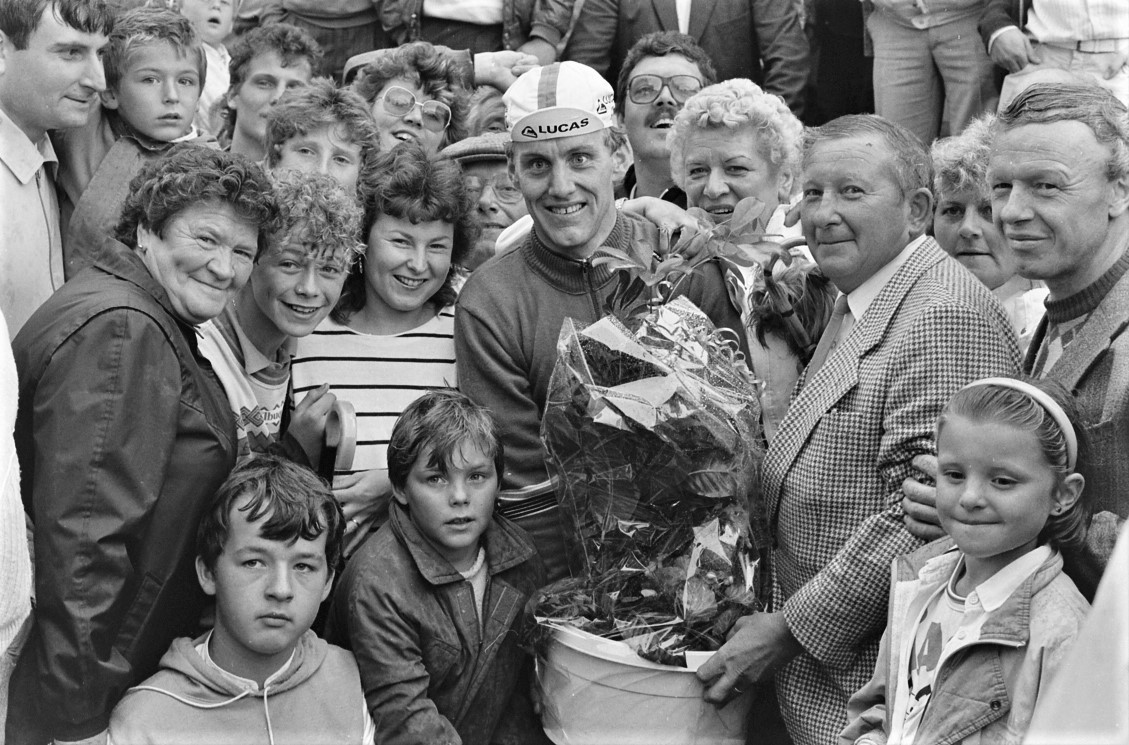
Werner Devos

Werner Devos (11 juni 1957) is een voormalig Belgisch wielrenner.

## Levensloop en carrière
Devos werd prof in 1980 bij Boule d'Or. Hij behaalde enkele kleine overwinningen. In 1982 was hij de rode lantaarn in de Ronde van Frankrijk. In 1990 stopte Devos met wielrennen.

## Resultaten in voornaamste wedstrijden
| Jaar | Ronde van Italië | Ronde van Frankrijk | Ronde van Spanje |
| ---- | ---------------- | ------------------- | ---------------- |
| 1982 |                  | 125e (laatste)      |                  |
| 1985 |                  |                     | opgave           |
| 1986 |                  |                     |                  |
| 1987 |                  |                     |                  |
| 1988 |                  |                     |                  |

| Jaar | Milaan-San Remo | Gent-Wevelgem | E3 Harelbeke |
| ---- | --------------- | ------------- | ------------ |
| 1982 | 76e             |               | 4e           |
| 1985 |                 |               |              |
| 1986 |                 |               | 8e           |
| 1987 |                 | 88e           |              |
| 1988 |                 | 65e           |              |

## Belangrijkste overwinningen
- Etappe en eindstand Ronde van Limburg (België), 1982
- Etappe Ronde van Aragon, 1983
- Etappe Ronde van Cantabrië, 1987
- GP Raf Jonckheere, 1987
- Omloop Schelde-Durme, 1988

## Belangrijkste ereplaatsen
- 3e in 1ste etappe Ronde van Nederland, 1981
- 2e in 4de etappe Ruta del Sol, 1982
- 3e in 1ste etappe Ronde van Spanje, 1985